# Motala (Gemeinde)
Koordinaten: 58° 32′ N, 15° 2′ O

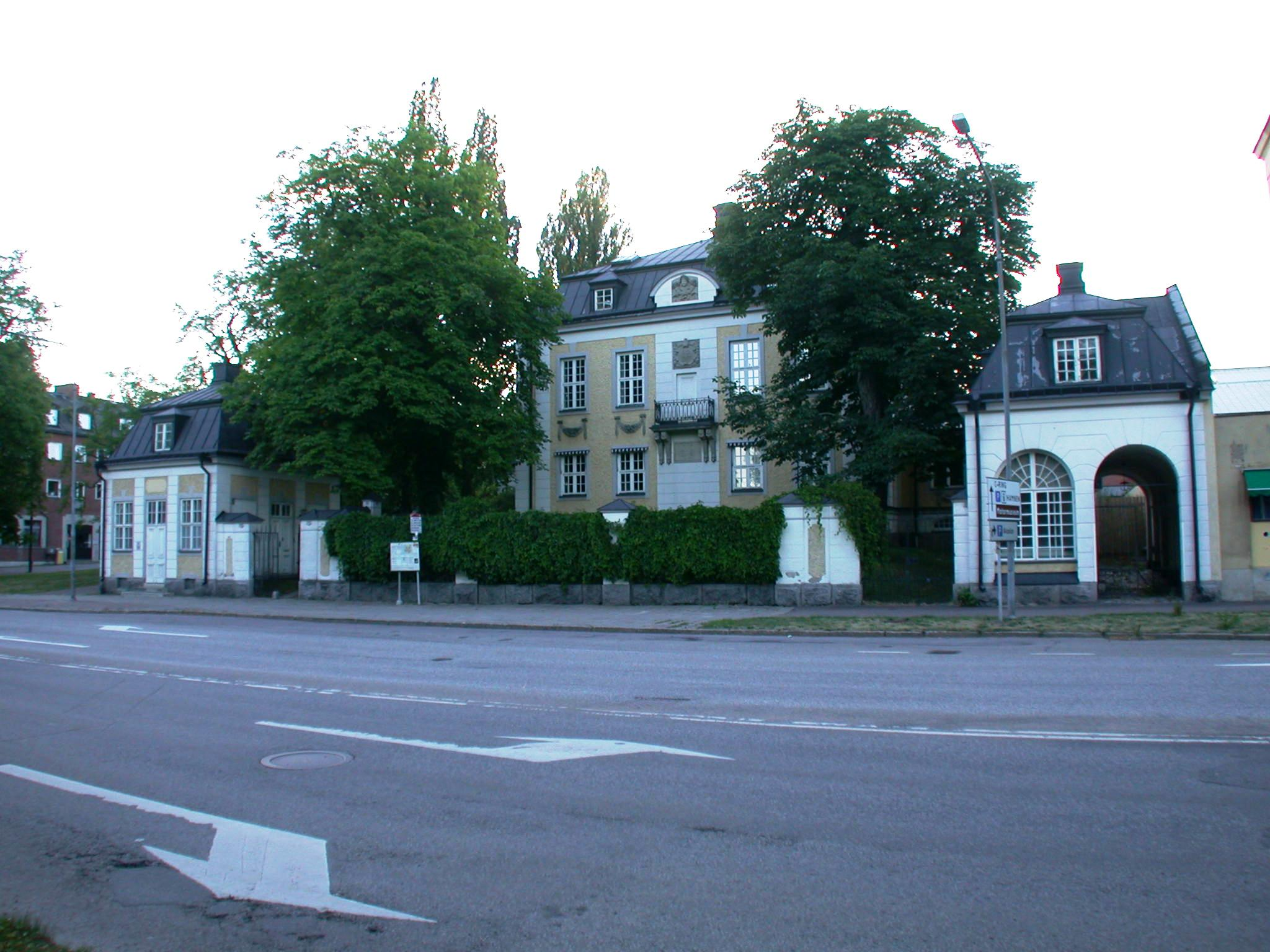
Altes Rathaus von Motala

Motala ist eine Gemeinde (schwedisch kommun) in der schwedischen Provinz Östergötlands län und der historischen Provinz Östergötland. Der Hauptort der Gemeinde ist Motala.

## Gemeindegliederung
Außerdem Hauptort Motala gliedert sich die Gemeinde in elf offizielle Ortschaften und in sieben weitere kleine Orte:
| Ortschaften (Orter) - Borensberg - Fornåsa - Fågelsta - Godegård - Hembygdsföreningar - Karlsby - Klockrike - Nykyrka - Tjällmo - Västanvik - Österstad | Weitere kleine Orte (Småorter) - Korskrog - Älvan - Medevi - Bona - Degerön - Fivelstad - Varv |

## Bevölkerung
| Jahr      | 2010   | 2012   | 2014   | 2016   | 2018   | 2020   |
| Einwohner | 41.955 | 41.867 | 42.556 | 43.258 | 43.687 | 43.640 |

## Politik
Der Gemeinderat mit 57 Mitgliedern setzt sich nach der Kommunalwahl vom 11. September 2022 in der Wahlperiode 2023–2026 wie folgt zusammen:
| Partei                | Sitze |
| --------------------- | ----- |
| Centerpartiet         | 3     |
| Kristdemokraterna     | 3     |
| Liberalerna           | 2     |
| Miljöpartiet de Gröna | 1     |
| Moderaterna           | 15    |
| Socialdemokraterna    | 20    |
| Sverigedemokraterna   | 10    |
| Vänsterpartiet        | 3     |

## Städtepartnerschaften
Partnergemeinden der Motala Kommune sind Hyvinge in Finnland, Daugavpils in Lettland und Eigersund in Norwegen.

## Persönlichkeiten
- Knut Posse i Växjö (1855–1916), Graf, Gutsbesitzer und Abgeordneter im Reichstag